# Elias Yaguakãg
Elias Yaguakãg (nascido em Novo Horizonte Yãbetue’y, no Amazonas) é um escritor indígena brasileiro, da etnia Maraguá. É professor, artista plástico e especialista em grafismos indígenas. Integra a Coordenação das Organizações e Povos Indígenas do Amazonas (COIPAM). 

## Biografia
Elias Yaguakãg nasceu na aldeia Yâbetue’y, localizada município de Nova Olinda do Norte, localidade de Novo Horizonte Yãbetue’y, aldeia indígena da etnia Maraguá, no estado do Amazonas.
Elias é professor e também atua como artista plástico. Ele se especializou em grafismos indígenas.
Como escritor indígena, Elias faz parte do chamado movimento da “Nova Literatura Indígena”, que foi iniciado por Daniel Munduruku, e que preenche inclusive uma necessidade didática para as escolas das aldeias indígenas.
"A etnia Maraguá [...] é a maior produtora de obras indígenas do Estado do Amazonas, contabilizando trinta e nove obras de cinco escritores em atividade: Yaguarê Yamã, Lia Minápoty, Elias Yaguakãg, Uziel Guaynê e Roní Wasiry Guará".

## Ativismo
Elias Yaguakãg dá palestras sobre temáticas indígenas e de meio ambiente. Além disso, faz parte do Núcleo de Escritores e Artistas Indígenas (NEARIN), instituição vinculada ao Instituto Brasileiro de Propriedade Intelectual (INBRAPI). Ele também integra a Coordenação das Organizações e Povos Indígenas do Amazonas (COIPAM), que é um movimento para unificar os povos indígenas que vivem no Amazonas, com o intuito de buscar melhorias  políticas e sociais para todos os povos indígenas.

## Obras
Elias Yaguakãg escreveu trabalhos individuais e também com outros autores e autoras indígenas, como Yaguarê Yamã, Daniel Munduruku e Rony Wassairy Guará.
Esses animais também são espíritos. Entender isso é difícil e fácil ao mesmo tempo, é só nascer em uma aldeia maraguá, meu amigo. Essa crença faz parte da religião maraguá. Escrever um livro para crianças da cidade não é fácil! Não estou reclamando, não! Só acho engraçado ter que explicar, a literatura indígena foi sempre oral…— Elias Yaguakãg, em Aventuras do menino Kawã https://www.musindioufu.org/bioma-amazônia
Algumas das obras de Elias são:
- Dicionário e Estudo da Língua Maraguá, de Yaguarê Yamã; Elias Yaguakãg; Lia Minápoty e Uziel Guaynê. 2020.[5][6]
- Yara é vida, de Lia Minapoty e Elias Yaguakãg. 2019.[5][7]
- Maraguápéyára: um documento da vida do povo Maraguá, organizado por Yaguarê Yamã; Elias Yaguakãg; Uziel Guaynê e Roni Guará Wasiry. 2014.[2][5]
- Tykuã e a origem da anunciação, de Elias Yaguakãg. Rovelle, 2013.[2]
- Historinhas marupiaras, de Elias Yaguakãg. Mercuryo Jovem, 2011.[2]
- Aventuras do menino Kawã. Escrito e ilustrado por Elias Yaguakãg. São Paulo: FTD, 2010.[8][9][10][11]